# アグスタウェストランド AW159
アグスタウェストランド AW159
- 用途：汎用, 対潜哨戒, 捜索救難
- 分類：中型ヘリコプター
- 製造者：アグスタウェストランド社
- 運用者： イギリス（陸軍・海軍）
- 初飛行：2009年11月12日
- 運用開始：2014年
- 運用状況：現役
- 原型機：アグスタウェストランド リンクス

アグスタウェストランド AW159 リンクス・ワイルドキャット（英語: AgustaWestland AW159 Lynx Wildcat）は、アグスタウェストランド社が開発した双発の中型ヘリコプター。当初はフューチャー リンクス（英: Future Lynx）と称されていた。
現用中のアグスタウェストランド リンクスを発展させて開発されており、陸軍では汎用ヘリコプター、海軍では哨戒ヘリコプターとしての運用を予定している。

## 概要
イギリス陸・海軍は、2001年ごろより、それぞれが運用するリンクス・ヘリコプターの更新を狙って、それぞれBLUH（Battlefield Light Utility Helicopter）およびSCMR（Surface Combatant Maritime Rotorcraft）と称される計画を進めていた。
2003年から2004年にかけて、両者の共通性を高める決定が下され、同一の機体をベースとすることとされた。アグスタウェストランド社は、スーパーリンクス300をベースに発展させた機体としてフューチャー リンクスを開発しており、これをBLUH/SCMR計画に対して提示した。同社が開発し、イギリス海軍が既に運用していたアグスタウェストランド AW101は、BLUH/SCMR計画においては大きすぎ、高価すぎると考えられた。有力な対抗馬としては、エアバス・ヘリコプターズ（旧 ユーロコプター）社を中核として開発されたNFH90があり、性能的にはこちらが優れていると考えられていたが、既存の運用基盤を流用できることとコスト的な面が評価され、2006年6月、イギリス国防省は、フューチャー リンクスの採用を発表した。初号機の製作は2007年10月より開始され、2009年11月に初飛行を行なった。
AW159のエアフレームは、基本的にはスーパーリンクス300をベースとしたものとなっているが、ローターブレードをはじめとして、各所に複合材料が多用されている。エンジンは、スーパーリンクス300と同じくCTS800-4Nが搭載された。また、アビオニクスも刷新されており、グラスコックピット化されたほか、海軍仕様では戦術データ・リンクにも対応するとされている。

## バリエーション
ワイルドキャット AH.1
陸上での運用を目的とした汎用向け機種。
ワイルドキャット HMA.2
海上での運用を目的とし、レーダーを搭載した艦載機型。海洋監視/偵察・対潜哨戒・捜索救難を行える多用途機。

## 運用組織
イギリス陸軍
ワイルドキャット AH.1をイギリス陸軍航空隊が運用している。
イギリス海軍
ヨービルトン空軍基地に駐留する艦隊航空隊第825海軍飛行隊がワイルドキャット HMA.2を、第847海軍飛行隊がワイルドキャット AH.1をそれぞれ運用している。2016年12月14日に62機目を納入し契約分を完納。
大韓民国海軍
現在8機をオーダー中。2016年7月現在4機を受領。
フィリピン海軍
2014年より検討を開始し、2016年3月23日にAW159を選定したと発表、アグスタは2機を要求していると発表した。2019年6月17日に2機が就役した。フィリピンのAW159はイスラエル製のスパイクを装備する。

## 性能・主要諸元
出典: AgustaWestland. “AW159 - Technical Data” (英語). 2011年8月9日閲覧。
諸元
- 乗員: 2名
- 定員: 兵員 7名
- 全長: 15.22 m （49.9 ft）
- 全高: 3.73 m （12.2 ft）
- ローター直径: 12.80 m （41.9 ft）
- 最大離陸重量: 6,000 kg （13,228 lbs）
- 動力: CTS800-4N ターボシャフト、1,015 kW （1,362 shp）   × 2

性能
- 最大速度: 296 kph=M0.24 （160 kt）
- フェリー飛行時航続距離: 963 km （520 nmi）
- 実用上昇限度: IGE: 3050m, OGE: 1,580m （IGE: 10,000ft, OGE: 5,200ft）

## 登場作品

### ゲーム
『ARMA 2』
DLCの"British Armed Forces"に登場、プレイヤーやAIが操作可能。